# Belina
Belina es un municipio situado en el distrito de Lučenec, en la región de Banská Bystrica, Eslovaquia. Tiene una población estimada, a inicios del año 2022, de 608 habitantes.
Está ubicado en el centro-sur de la región, en el valle del río Ipoly —un afluente izquierdo del Danubio— y cerca de la frontera con Hungría.

## Demografía
| Año        | 1994 | 2004    | 2014    | 2024    |
| ---------- | ---- | ------- | ------- | ------- |
| Población  | 585  | 618     | 633     | 619     |
| Diferencia |      | +5,64 % | +2,42 % | −2,21 % |

| Año        | 2023 | 2024    |
| ---------- | ---- | ------- |
| Población  | 616  | 619     |
| Diferencia |      | +0,48 % |